# Scomber
Scomber is een geslacht van straalvinnige vissen uit de familie van de makrelen (Scombridae). Het geslacht werd in 1758 vermeld door Linnaeus in de tiende editie van Systema naturae.

## Soorten
- Scomber australasicus Cuvier, 1832 – Gevlekte makreel
- Scomber colias Gmelin, 1789
- Scomber japonicus Houttuyn, 1782 – Spaanse makreel
- Scomber scombrus Linnaeus, 1758 – Makreel